# Spilopodia
Spilopodia is een geslacht van schimmels uit de familie Drepanopezizaceae. De typesoort is Spilopodia nervisequa.

## Soorten
Volgens Index Fungorum telt het geslacht acht soorten (peildatum februari 2022):
| Soortnaam               | Auteur(s)              | Publicatiejaar |
| ----------------------- | ---------------------- | -------------- |
| Spilopodia arctii       | (Lib.) Höhn.           | 1913           |
| Spilopodia biseptata    | (Ferd. & Winge) Nannf. | 1932           |
| Spilopodia melanogramma | Boud.                  | 1885           |
| Spilopodia moutonii     | (Rehm) Declercq        | 2002           |
| Spilopodia nervisequa   | (Pers.) Boud.          | 1907           |
| Spilopodia polygonati   | (Feltgen) Boud.        | 1907           |
| Spilopodia ranunculi    | Graddon                | 1984           |
| Spilopodia vogelii      | Syd.                   | 1940           |